# Mazda Furai
 (juin 2017).
Si vous disposez d'ouvrages ou d'articles de référence ou si vous connaissez des sites web de qualité traitant du thème abordé ici, merci de compléter l'article en donnant les références utiles à sa vérifiabilité et en les liant à la section « Notes et références ».
La Mazda Furai est un concept car du constructeur automobile japonais Mazda. Présentée au salon de Détroit en 2008, il s'agit du cinquième design de la série « Nagare ». Elle roule à l'éthanole E100 en harmonie avec son moteur Wankel 3 rotor qui développe une puissance de 450 chevaux pour environ 850kg (Pour sa version 3 rotor).
Le 15 janvier 2008, la Furai est utilisée en démonstration sur le circuit du Le Mans en  France pour faire quelques tours de piste en hommage aux 40 ans des moteurs Wankel produit par Mazda.

## Description
La voiture est fabriquée à partir du châssis Courage C65 utilisé par Mazda en catégorie P2 de l'ALMS et a reçu un moteur Wankel R20B tri-rotor développant 450 ch. En tant que modèle à hautes performances écologiques, elle emploie le carburant à éthanol E100 de BP. L'emploi d'un carburant 100 % éthanol dans un moteur Wankel ouvre de nouvelles possibilités à cette technologie de moteur.
Outre ses caractéristiques environnementales, le véritable attrait de la Furai est son design. À partir du concept de « voiture de course fonçant dans le vent », sa silhouette utilise des lignes acérées se transformant en courbes fluides tout en assurant un excellent aérodynamisme, et une ligne nettement japonaise. Les motifs de la face avant utilisant des sortes d'empennages superposés ont été repris sur la nouvelle Mazda Axela (Mazda 3 de seconde génération) annoncée en 2009.
La Furai a effectué des essais en Californie sur le circuit de Laguna Seca, qui porte son nom (Mazda Raceway Laguna Seca), et a été présentée au festival de vitesse de Goodwood, en Angleterre, où les visiteurs ont pu la découvrir, et notamment entendre son moteur Wankel. La marque Mazda est la seule à avoir remporté une victoire au 24 Heures du Mans (en 1991) avec un moteur Wankel quadri-rotor R26B de 700 ch.

## Destruction du véhicule
En 2008 le 19 août, le véhicule qui était testé par un pilote essayeur de l'émission Top Gear a subitement pris feu, le détruisant en totalité. À la suite de cet incident, Mazda s'est empressé d'emporter le concept car dans une remorqueuse bâchée pour que personne ne soit au courant de cette mauvaise nouvelle. Plus personne n'a eu de nouvelles du prototype pendant près de 5 ans.